# Dipturus linteus
Dipturus linteus es una especie de pez de la familia de los Rajidae en el orden de los Rajiformes.

## Morfología
Los machos pueden llegar a alcanzar los 123 cm de longitud total y 11,2 kg de peso.

## Reproducción
Es ovíparo y las hembras ponen huevos envueltos en una cápsula córnea.

## Alimentación
Come animales bentónicos. 

## Hábitat
Es un pez de mar y de aguas profundas que vive entre 150-1.170 m de profundidad.

## Distribución geográfica
Se encuentra en Islandia, las Islas Feroe, Noruega, Skagerrak y el oeste de Groenlandia. 

## Observaciones
Es inofensivo para los humanos. 